# Intermountain Manufacturing Company
A Intermountain Manufacturing Company (IMCO) foi uma produtora de aviões americana nos anos 1960 baseada em Afton,Wyoming que produzia aviões agrários.
A IMCO foi formada em 1962 ao comprar as ações da falida Call Aircraft Company, e no ano seguinte começou a produção do CallAir A-9. IMCO também desenvolveu uma maior e mais refinada versão do avião, designada B-1.
Aero Commander, uma divisão da Rockwell International comprou a IMCO em 1966 e relocou sua produção para Albany, Geórgia no ano seguinte.